# Borrala
Genre
Borrala est un genre d'araignées aranéomorphes de la famille des Stiphidiidae.

## Distribution
Les espèces de ce genre sont endémiques de Nouvelle-Galles du Sud en Australie.

## Liste des espèces
Selon World Spider Catalog (version 17.0, 10/05/2016) :
- Borrala dorrigo Gray & Smith, 2004
- Borrala longipalpis Gray & Smith, 2004
- Borrala webbi Gray & Smith, 2004
- Borrala yabbra Gray & Smith, 2004

## Publication originale
- Gray & Smith, 2004 : The "striped" group of stiphidiid spiders: two new genera from northeastern New South Wales, Australia (Araneae: Stiphidiidae: Amaurobioidea). Records of the Australian Museum, vol. 56, p. 123-138 (texte intégral).